# 松本亜希 (読者モデル)
松本 亜希（まつもと あき、1985年7月21日 - ）は、日本の女性ファッションモデルである。大阪府出身。『S Cawaii!』（主婦の友社）の専属モデルである松本亜希と同姓同名。

## 来歴
- 小学校から高校まで帝塚山学院に通う。
- 小中学校時代は、バスケットボール部に所属。
- 甲南女子大学に進学し、在学時に雑誌の読者モデルとなる。

## 人物
- 東野圭吾・高野和明・村上春樹の本を愛読している[1]。

## 活動内容

### 雑誌
- 『JJ』（光文社）
- 『bis』（光文社）
- 『ViVi』（講談社）

### イベント
- 「神戸コレクション」